# Katrin Connan
Katrin Connan (* 1979 in Bremen) ist eine deutsche Bühnenbildnerin. Sie arbeitete an deutschsprachigen Bühnen für Opern- und Schauspiel-Inszenierungen.

## Ausbildung
Connan studierte ab 2000 Freie Kunst an der Akademie Minerva in Groningen. 2001 nahm die das Studium für Bühnenraum in der Klasse von Raimund Bauer an der Hochschule für bildende Künste Hamburg auf, das sie 2008 mit Diplom abschloss. Seitdem arbeitet sie als Bühnenbildnerin freiberuflich an Opern- und Schauspielhäusern.

## Werk und Rezeption

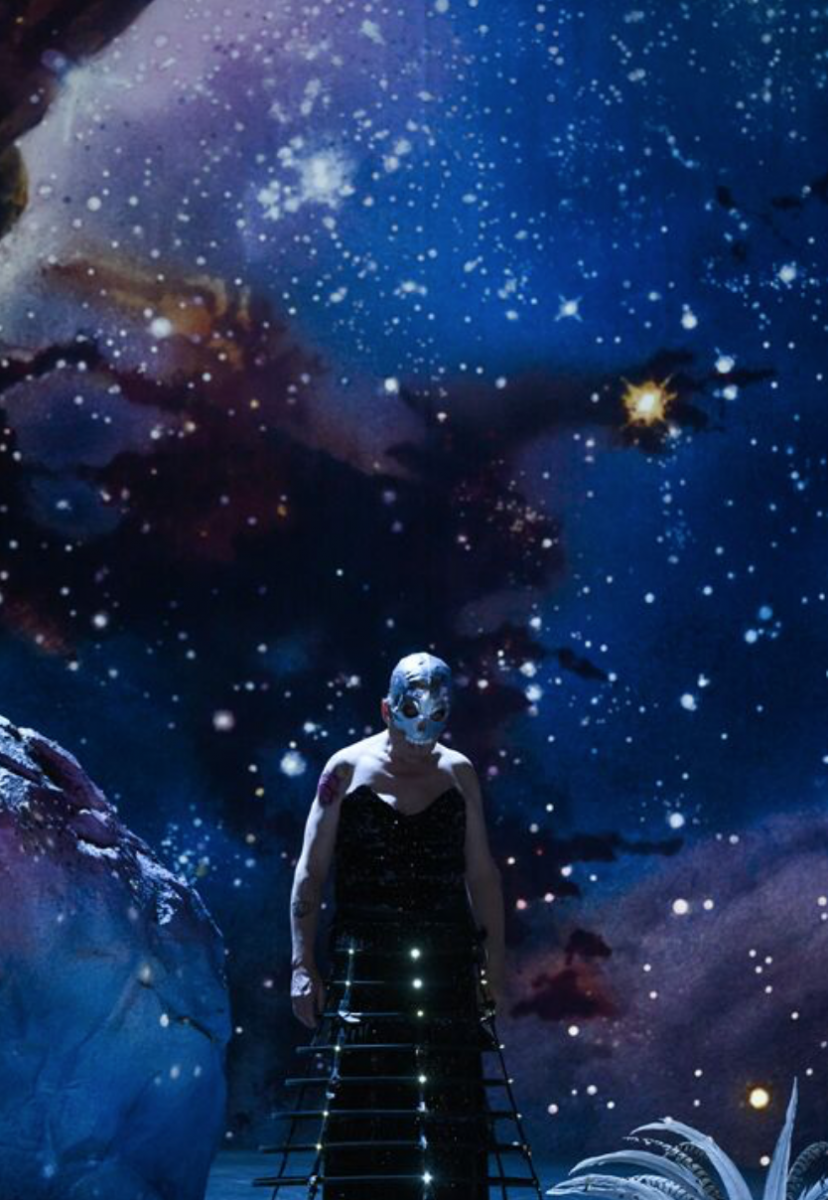
Bühnenbild von Katrin Connan aus La Bohème, Schauspiel Leipzig, 2021

Eine der ersten Inszenierungen mit einem Bühnenbild von Katrin Connan war 2010 Lulu von Alban Berg am Opernhaus Graz. Sie gestaltete eine sich ständig drehende Bühne mit einer kahlen weißen Betonwand und minimalen Requisiten.
2016 war Connan verantwortlich für das Bühnenbild in Schwarzweiß-Kontrasten bei der Uraufführung von Miroslav Srnkas South Pole in der Regie von Hans Neuenfels an der Bayerischen Staatsoper München. Der Bärenreiter-Verlag wählte es als Titelbild für die 14. Ausgabe des Handbuchs der Oper aus. Sie schuf das Bühnenbild der Operninszenierung Beatrice Cenci, mit der die Bregenzer Festspiele 2018 eröffnet wurden. Dem Regisseur Johannes Erath sei mit seiner Bühnenbildnerin Katrin Connan „ein starkes Bild für die Verbindung von religiöser Inbrunst und grenzenlosem Reichtum“ gelungen, befand der Der Tagesspiegel. Für die Produktion wurde sie für den Österreichischen Musiktheaterpreis 2019 in der Kategorie „Beste Ausstattung“ nominiert. Für die Inszenierung der Oper La vestale 2019 am Theater an der Wien stellte sie einen, sich aus dem Bühnenboden schraubenden, leuchtenden Kubus in den offenen Raum, der als Vesta-Tempel fungierte. „Ein kreativer Umgang mit den verschiedenen Handlungsaspekten“, befand Deutschlandfunk. Das Bühnenbild, das sie für die Inszenierung der Oper La Bohème in der Regie von Anna-Sophie Mahler 2021 am Schauspiel Leipzig entwarf „erinnere an einen anderen Planeten, der Sternenhimmel als Rundhorizont sei eine "Meisterleistung der Malerwerkstätten"“, zitierte Nachtkritik.de die Besprechung von Stefan Petraschewsky in MDR Kultur.

## Zusammenarbeit mit Regisseuren
Katrin Connan arbeitete mit folgenden Bühnenregisseuren zusammen:
als Bühnenbildnerin mit Johannes Erath am Opernhaus Graz, an der Hamburgischen Staatsoper, an der Semperoper Dresden, im Theater an der Wien und den Bregenzer Festspielen. Mit Hans Neuenfels an der Bayerischen Staatsoper, am Opernhaus Zürich und am Münchner Residenztheater. Mit der Regisseurin Anna – Sophie Mahler arbeitete sie an der Staatsoper Stuttgart, am Thalia Theater, am Theater Bremen, an der Bayerischen Staatsoper und am Schauspiel Leipzig, mit Nadja Loschky am Theater Bielefeld.